# 岡安喜三郎
岡安 喜三郎（おかやす きさぶろう）は、長唄唄方の名跡。代々岡安流家元。2代目は新内節の世界で活躍。

## 初代
（生年不詳 - 文政11年4月8日（1828年5月21日））
江戸長唄岡安流流祖。旗本の子ともいわれる。幼名を松下鉄次郎。3代目岡安源次郎の門弟。後に杵屋家に入る。中村座、都座で活躍。

## 2代目
（安政6年（1777年） - 安政4年4月8日（1857年5月1日））号は醒暁斎。
初代の門弟の岡安喜八が1828年11月に2代目喜三郎を襲名。1835年に醒暁斎と改名。

## 3代目
（寛政6年（1792年） - 明治3年11月29日（1871年1月19日））
初代喜三郎の門弟で1821年には岡安喜代八。1829年冬に立唄、後に1850年に3代目喜三郎を襲名。1868年に喜翁を襲名。
1840年3月に江戸の河原崎座で初演された「勧進帳」で「人目の関」を唄い評価を得る。2代目富士田音蔵、3代目芳村伊十郎（後2代目吉住小三郎）と共に、天保の三名人と称えられる。
実子が4代目喜三郎。

## 4代目
（嘉永2年（1849年） - 明治39年（1906年）9月4日）
父は3代目喜三郎。最初は12代目杵屋六左衛門の門弟で唄方。後に三味線方に転じる。初名を岡安喜三太郎。明治元年に4代目喜三郎を襲名。主な作曲には「桃太郎」がある。
妻は岡安満寿、実子が8代目岡安南浦、5代目喜三郎、5代目杵屋巳太郎。

## 5代目
（明治9年（1876年） - 大正3年（1914年）3月8日）
祖父は3代目喜三郎、父は4代目喜三郎。実の兄は8代目南浦、実の弟は杵屋巳太郎。初名を岡安喜久次郎。1906年に5代目喜三郎を襲名。
実子が6代目喜三郎。

## 6代目
（大正2年（1913年）4月6日 - 昭和25年（1950年）3月26日）本名は幸田嘉郎。
曽祖父が3代目喜三郎、祖父が4代目喜三郎、父が5代目喜三郎。1920年に6代目喜三郎を襲名。「旅ゆかば」「歌麿」などを作曲した。嘱望も夭折。

## 7代目
（昭和20年（1945年）2月22日 - 2001年7月26日？）
実子が8代目喜三郎。

## 8代目
（昭和44年（1969年） - ）
父が7代目喜三郎。岡安美幸が2008年に8代目喜三郎を襲名。